# Premis Ondas 1981
Els Premis Ondas 1981 van ser la vint-i-vuitena edició dels Premis Ondas, atorgats el 1981 per un jurat presidit per Antonio Garrigues y Díaz-Cañabate. En aquesta edició es diferencien les categories: Premis Nacionals de ràdio, nacionals de televisió, internacionals de ràdio i televisió, hispanoamericans i especials.

## Nacionals de ràdio
- Manuel Antonio Rico de RNE
- Rafael Ortega Benito de RNE
- Ramón Criado de RNE
- Encarna Sánchez de Radio Miramar
- José María García, per El partido de la jornada de la cadena SER
- Informativo Regional Andaluz de Radio Sevilla, Cadena SER
- El Quinto Jinete de la Cadena SER

## Nacionals de televisió
- Carmen Maura de TVE per Esta noche.[2]
- Tauromaquia de TVE
- Serveis informatius TVE Barcelona pel vídeo periodístic de l'assalt al Banc Central de TVE
- José Marín Quesada de TVE

## Internacionals de ràdio
- Picasso-creator or destroyer?, BBC
- Fotomodels, Bayerischer Rundfunk
- L'oiseaus sanglant, Radiotelevisió eslovena de Iugoslàvia
- La matinée des autres, France Culture

## Internacionals de televisió
- Je ne joue pas, je travaille, FR3
- Charter poer l'enfer, TF1
- Ramses en Liesbeth, AVRO d'Holanda
- Six compositions for music and TV screen, Polònia

## Hispanoamericans
- Nydia Caro en Nueva York, Producciones Francisco Cordero de Puerto Rico
- Vinicius para Crianças - Arca de Noé, TV Globo del Brasil
- Odisea Burbujas, Televisa de Mèxic
- Joaquín Riviera, Venevisión de Veneçuela

## Especials
- Retransmissió del cop d'estat del 23-F, Cadena SER
- Frederic Pottecher, Radio Montecarlo de Mònaco